# 倮波乡
倮波乡，是中华人民共和国四川省凉山彝族自治州木里藏族自治县下辖的一个乡镇级行政单位。

## 行政区划
倮波乡下辖以下地区：
干海子村、龙卧洞村、瓦岗村、磨子沟村和陇东村。